# Burgeranch
Burgeranch (en hebreu: בּורגראנץ׳) és una cadena de menjar ràpid especialitzat en hamburgueses, que va ser fundada en 1972 com la primera d'aquest tipus en l'Estat d'Israel. Competeix directament al seu país amb McDonald's, i compta amb més de 70 restaurants.
Igual que moltes cadenes que operen a Israel, els ingredients de Burgeranch són kosher i no es venen productes com a hamburgueses amb formatge o cansalada. La majoria de locals operen en règim de franquícia, i alguns tenen preceptes més estrictes que uns altres per als aliments.

## Història
La cadena de restaurants va ser iniciativa de dos empresaris sud-africans, Barry Scop i Ron Lapid, que es van basar en una cadena d'hamburgueseries del seu país anomenada Burger Ranch. El primer local es va obrir en 1972 en un cèntric carrer de Tel-Aviv, i el segon local no va començar a funcionar fins a 1978. La fórmula va tenir èxit, es va iniciar un procés d'expansió per franquícia i a principis dels anys noranta era la primera cadena de menjar ràpid d'Israel, amb 49 restaurants.
Amb l'arribada a Israel de McDonald's en 1993, Burgeranch va negociar amb Burger King la seva absorció en la multinacional, encara que això no es va arribar a fer mai.
En aquest temps, el grup israelià va aguantar la competència i va mantenir una posició de lideratge fins a finals dels anys noranta. En 1997, la majoria de títols de Burgeranch es van vendre a la companyia petroliera Paz, que va prendre el control total en 2001.
Paz va vendre Burgeranch en 2006 a l'empresari Yossi Hoshinski per 20 milions de shequels, que pagaria en diversos terminis. No obstant això, Hoshinski va morir en 2008 i els seus hereus no podien assumir les obligacions, per la qual cosa l'empresa va entrar en nombres vermells. A l'octubre del mateix any, va ser venuda al grup Orgaz, gestor de Burger King a Israel. Ambdues marques van conviure fins a maig de 2010, quan els propietaris van anunciar que tots els locals de Burger King a Israel es convertirien en Burgeranch. D'aquesta manera, la franquícia va recuperar la seva anterior posició i va esdevenir la segona hamburgueseria més gran del país, per darrere de McDonald's.